# Paolo Farinola
Paolo Farinola (Atenas, Grecia, 22 de febrero de 1984) es un futbolista griego de origen brasilero. Juega de delantero y su equipo actual es el Apollon Smyrnis de la Beta Ethniki. 

## Clubes
| Club                  | País   | Año           |
| --------------------- | ------ | ------------- |
| Acharnaikos FC        | Grecia | 2002 - 2003   |
| Xanthi                | Grecia | 2003 - 2006   |
| Ethnikos Piraeus F.C. | Grecia | 2006 - 2011   |
| Veria FC              | Grecia | 2011          |
| Kallithea F.C.        | Grecia | 2011-2012     |
| Apollon Smyrnis       | Grecia | 2012-presente |